# Norbey Marín
Norbey Antonio Marín Gil (El Vigía, Estado Mérida, Venezuela, 11 de marzo de 1981) es un psicólogo clínico de profesión y periodista venezolano. Inició el periodismo como youtuber en Quito, Ecuador luego de salir de Venezuela en febrero de 2017. Ha sido el director del programa en YouTube «Hasta que caiga la tiranía». Marín ha sido objeto de campañas de difamación y de estigmatización, incluyendo en 2021, cuando se promovieron etiquetas coordinadas en Twitter y se instalaron al menos tres vallas publicitarias en vías públicas en su contra.
El 7 de mayo de 2024, Tarek William Saab, el fiscal general designado por la Asamblea Nacional Constituyente, presentó un video del empresario detenido Samark López, sancionado y acusado como testaferro de Tareck El Aissami desde febrero de 2017 por Estados Unidos, donde declaraba que varios periodistas extorsionaban a funcionarios del gobierno involucrados en la trama de corrupción PDVSA-Cripto, incluyendo a Marín. Periodistas y medios de comunicación señalaron la incongruencia de las acusaciones, debido a que varios de los acusados habían denunciado sobre las tramas de corrupción en la que ha estado involucrado Samark López.